# 赫利鎮區 (密蘇里州斯通縣)
赫利鎮區（英語：Hurley Township）是位於美國密蘇里州斯通縣的一個行政鎮區。

## 地方資料
赫利鎮區的面積為85.34平方千米，當中陸地面積為85.21平方千米，而水域面積為0.13平方千米。根據2020年美國人口普查的數據，當地共有人口1032人，而人口密度為每平方千米12.09人。